# Tinglayan
Tinglayan ist eine philippinische Stadtgemeinde in der Provinz Kalinga. Sie hat 12.868 Einwohner (Zensus 1. August 2015).

## Baranggays
Tinglayan ist politisch in 20 Baranggays unterteilt.
- Ambato Legleg
- Bangad Centro
- Basao
- Belong Manubal
- Butbut (Butbut-Ngibat)
- Bugnay
- Buscalan (Buscalan-Locong)
- Dananao
- Loccong
- Luplupa
- Mallango
- Poblacion
- Sumadel 1
- Sumadel 2
- Tulgao East
- Tulgao West
- Upper Bangad
- Ngibat
- Old Tinglayan
- Lower Bangad